# Canoa/kayak ai Giochi della XIV Olimpiade - K1 10000 metri maschile
La competizione del K1 10000 metri di Canoa/kayak ai Giochi della XIV Olimpiade si è disputata il giorno 11 agosto 1948 al bacino del Royal Regatta, Henley-on-Thames.

## Risultati
| Pos.    | Atleta           | Nazione        | Tempo   |
| ------- | ---------------- | -------------- | ------- |
| Oro     | Gert Fredriksson | Svezia         | 50'47"7 |
| Argento | Kurt Wires       | Finlandia      | 51'18"2 |
| Bronzo  | Eivind Skabo     | Norvegia       | 51'35"4 |
| 4       | Knud Ditlevsen   | Danimarca      | 51'54"2 |
| 5       | Henri Eberhardt  | Francia        | 52'09"0 |
| 6       | Jochem Bobeldijk | Paesi Bassi    | 52'13"2 |
| 7       | Czesław Sobieraj | Polonia        | 52'51"0 |
| 8       | Alfred Corbiaux  | Belgio         | 53'23"5 |
| 9       | Jan Matocha      | Cecoslovacchia | 53'51"0 |
| 10      | Herbert Klepp    | Austria        | 55'11"7 |
| 11      | Emil Bottlang    | Svizzera       | 55'33"7 |
| 12      | Ernest Riedel    | Stati Uniti    | 56'34"5 |
| 13      | Marcel Lentz     | Lussemburgo    | 59'58"2 |